# 비주얼 J++
마이크로소프트 비주얼 J++(Microsoft Visual J++)은 마이크로소프트사에서 제공한 자바 언어 개발 툴이다.
사용자 인터페이스는 기존에 MS에서 제공한 개발자 환경과 동일하다.
출시된 지 얼마 지나지 않아 선 마이크로시스템에서 상표권 및 저작권 침해를 문제 삼아 현재는 판매되지 않는다.
이후 MS는 비주얼 스튜디오 2005까지 Visual J#이라는 이름으로 계속 닷넷 기반 자바 개발 환경을 지원해왔다.

## Visual J++
Visual J++은 자바와 동일하다.
```
import
 
com.ms.lang.*
;

public
 
class
 
Class1

{

    
public
 
void
 
Main
()

    
{

        
System
.
out
.
Println
(
"Hello, World!\n"
);

    
}

}

```

## Visual J#
Visual J#의 문법은 자바와 유사하지만 컴파일된 바이너리는 닷넷 프레임 워크(.NET Framework)에서 작동된다.
```
public
 
class
 
Class1

{

    
public
 
static
 
void
 
Main
()

    
{

        
System
.
Console
.
WriteLine
(
"Hello, World!"
);

    
}

}

```

## Visual C#
C#은 JAVA를 본따 만든 언어로서 JAVA와 문법이 비슷하다.(고로 J#과도 비슷하다)
```
public
 
class
 
Class1

{

    
public
 
static
 
void
 
Main
()

    
{

        
System
.
Console
.
WriteLine
(
"Hello, World!"
);

    
}

}

```